# Българско средно общообразователно училище „Д-р Петър Берон“, Прага
Българското средно училище „Д-р Петър Берон“ (на чешки: Bulharska zakladni skola a gimnazium „Dr. Petra Berona“, съкратено: БСУ „Д-р Петър Берон“, е училище на българите в Прага, Чехия.
То е отворено за деца от български произход, живеещи постоянно или временно в Чехия, както и за деца от други народности, проявяващи интерес към българската образователна система. От 2003 година училището е в нова сграда.

## История
Училището е създадено през 1948 г. като Народно основно училище „Георги Димитров“, в което тогава учат 30 ученици. Официално е открито с подобаващо тържество на 14 февруари 1949 г. Училището се намира в Дейвице, на ул. „Под кащани“ № 14. Първоначално е основно, с интернат, и се нарича Българско народно основно училище ”Георги Димитров”.
Трудни, но градивни са тези първи години. Благодарение на волята и будния дух на учители и пламенни родолюбци, училището започва да печели популярност, авторитетът му расте, а броят на любознателните българчета бързо се увеличава. От основно през учебната 1989/1990 г. със заповед на министъра на народната просвета, училището става Единно средно политехническо училище, а от 7 юни 1996 г. то е преобразувано в Българско общообразователно училище и получава името на великия възрожденец д-р Петър Берон.
От 2003 г. се намира в нова сграда в една от най-красивите части на Прага, на ул. „Рихтарска“ № 1. Сега в него учат около 180 български деца. Училищният музей и Летописната книга съхраняват историята му, която се обогатява с всеки изминал ден – пише се от учениците, учителите, директорите, родителите. Училището притежава уникална книга – Алманах за ученическо творчество, с богато жанрово многообразие, допълвана и обогатявана през годините, съхранила най-сполучливите ученически творения.

## Условия
Училището работи по учебен план, учебни програми и учебници, утвърдени от Министерството на образованието и науката на България. Дипломите за средно образование се признават от всички висши училища в Чехия, а за узаконяването им не са необходими приравнителни изпити. Същото се отнася и при продължаването на образованието в съответния клас на всяко училище в Чехия.
Учениците изучават английски и чешки език. Те се обучават в дневна и в самостоятелна форма на обучение. В училището се обръща особено внимание на извънкласните дейности, които обхващат широк спектър – вокална група „Лира“, танцов състав, клуб „Графичен дизайн и предпечат“, клуб „Аз и светът около мен“, клуб „Аз в дигиталния свят“, клуб „Компютърът – моят приятел“. Успешни са международните изяви на вокална група „Лира“, която съхранява и популяризира уникалността на българския фолклор.